# Rada Europy
Rada Europy (ang. Council of Europe, fr. Conseil de l’Europe) – międzynarodowa organizacja rządowa skupiająca prawie wszystkie państwa Europy oraz kilka państw spoza tego kontynentu. Jej głównym celem jest „osiągnięcie większej jedności między jej członkami, aby chronić i wcielać w życie ideały oraz zasady stanowiące ich wspólne dziedzictwo, a także by ułatwić ich postęp ekonomiczny i społeczny” (art. 1a Statutu Rady Europy). Realizując tak określony cel, organizacja ta zajmuje się przede wszystkim promocją i ochroną praw człowieka, demokracji i współpracą państw członkowskich w dziedzinie kultury.
Rada Europy powstała 5 maja 1949 w wyniku podpisania przez 10 państw (Belgię, Danię, Francję, Holandię, Irlandię, Luksemburg, Norwegię, Szwecję, Wielką Brytanię i Włochy) Traktatu Londyńskiego. Obecnie liczy 46 członków.
Siedzibą Rady Europy jest Strasburg. Biura Rady i stowarzyszonych z nią instytucji mieszczą się w kilku budynkach zlokalizowanych w północno-wschodniej części miasta. Największy z nich to Pałac Europy (fr. Palais de l’Europe), wzniesiony w latach 1976–1977.

## Powstanie Rady Europy
Potrzeba zaistnienia zintegrowanej Europy została dobitnie zasygnalizowana wkrótce po zakończeniu II wojny światowej w szeroko cytowanych słowach byłego premiera Wielkiej Brytanii Winstona Churchilla: „musimy zbudować pewnego rodzaju Stany Zjednoczone Europy” (1946). Drugim znaczącym wydarzeniem na drodze ku integracji było spotkanie ponad tysiąca przedstawicieli rozmaitych ruchów opowiadających się za bardziej zjednoczoną Europą. Spotkanie to odbyło się w Hadze w 1948 i znane jest jako Kongres Europy. Mając na uwadze cały pakiet rezolucji przyjętych podczas Kongresu oraz uwzględniając rozwój sytuacji w ówczesnej polityce międzynarodowej, rządy państw europejskich rozpoczęły wielostronne rokowania prowadzące do określenia kształtu nowej organizacji międzynarodowej.
Ostatecznie statut nowej organizacji został podpisany przez przedstawicieli dziesięciu krajów zachodnioeuropejskich w maju 1949 w pałacu św. Jakuba w Londynie. Wchodząc w życie trzy miesiące później statut ten utworzył Radę Europy, jako organizację międzynarodową o charakterze subregionalnym, otwartym tylko dla państw europejskich.

Utworzenie Rady Europy nie spowodowało automatycznie wykluczenia możliwości wybuchu nowej wojny. Był to jednak początek pewnego procesu, który w ciągu kolejnych lat nabierał tempa, umożliwiając zacieśnienie współpracy między państwami-członkami Rady Europy, będącej nieodzownym czynnikiem zachowania pokoju na kontynencie.

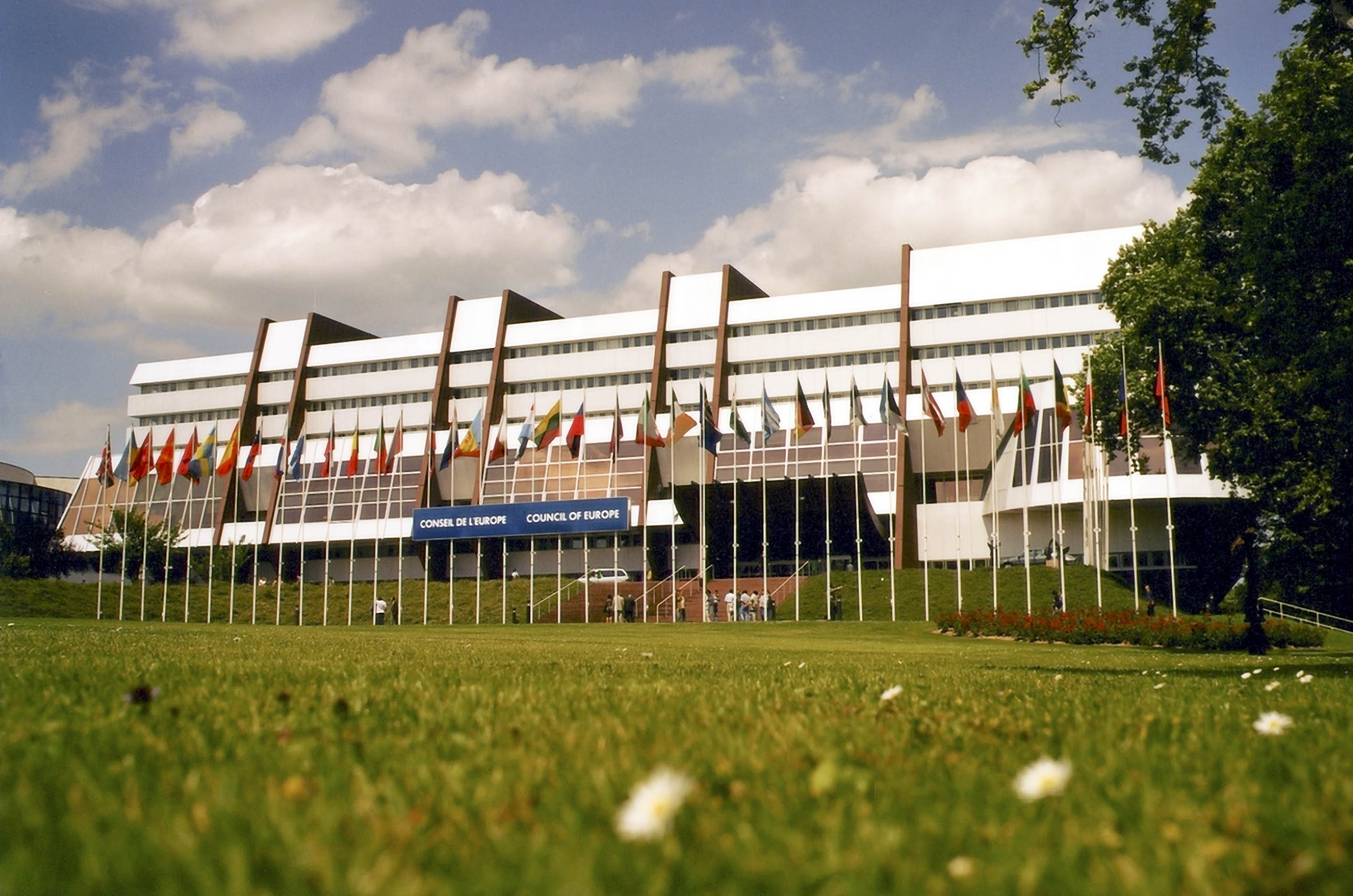
Pałac Europy w Strasburgu, główna siedziba Rady Europy

## Zakres działalności Rady Europy

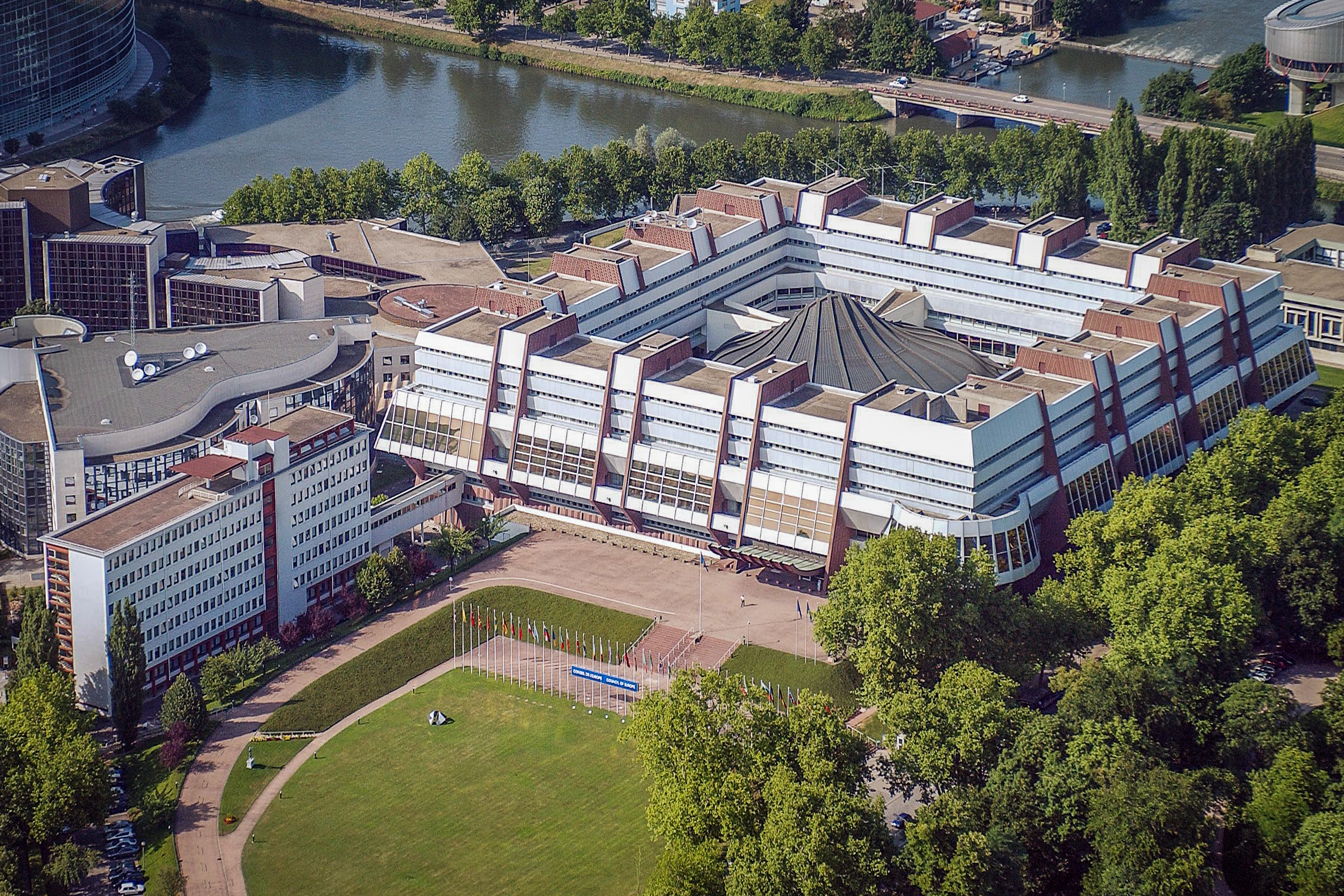
Pałac Europy widziany z lotu ptaka

Rada Europy zwykle jest postrzegana jako organizacja, której zakres zainteresowań ogranicza się jedynie do sfery ochrony praw człowieka. Rzeczywiście ustanowienie systemu takiej ochrony opartego na Europejskiej Konwencji Praw Człowieka (1950) można uznać za najbardziej imponujące osiągnięcie tej organizacji. Bezpośrednio z prawami człowieka powiązane są: polityka ochrony mniejszości narodowych, etnicznych, językowych, religijnych, kulturalnych, czy seksualnych; polityka językowa oraz ochrona praw migrantów: emigrantów, imigrantów, reemigrantów i repatriantów, uchodźców i azylantów, czy ludów koczowniczych, jak Romowie (Cyganie) czy Lapończycy. Niemniej nie można zapominać, że Rada Europy prowadzi działania w wielu dziedzinach, w tym w niektórych niepowiązanych bezpośrednio z prawami człowieka. Można tu wymienić: sprawy społeczne i gospodarcze, ochronę zdrowia, edukację, kulturę, media, ochronę środowiska, sprawy młodzieży i sportu oraz współpracę prawną. Do dzisiaj pod auspicjami Rady Europy zawarto blisko 200 umów międzynarodowych (tzw. Konwencji Europejskich lub układów częściowych), dotyczących wielu ważkich zagadnień z zakresu wyżej wymienionych dziedzin.

## Organy Rady Europy
Główne organy Rady Europy
- Komitet Ministrów – organ decyzyjny, składający się z ministrów spraw zagranicznych państw członkowskich lub ich przedstawicieli (tzw. zastępców ministrów)
- Zgromadzenie Parlamentarne (PACE) – organ doradczy składający się z parlamentarzystów delegowanych przez parlamenty narodowe;
- Kongres Władz Lokalnych i Regionalnych Europy – organ doradczy w zakresie samorządności lokalnej i regionalnej
- Sekretarz Generalny Rady Europy – wybierany przez Zgromadzenie Parlamentarne
- Komisarz Praw Człowieka Rady Europy – niesądowa instytucja, która ma wspierać promocję praw człowieka w edukacji, wspomagać ombudsmanów, ustalać braki w prawodawstwie, dostarczać informacji w zakresie praw człowieka

Instytucje działające w ramach Rady Europy, niebędące formalnie jej organami
- Europejski Trybunał Praw Człowieka – organ Europejskiej Konwencji Praw Człowieka
- Europejski Komitet Zapobiegania Torturom – organ Europejskiej Konwencji do spraw zapobiegania torturom oraz nieludzkiemu lub poniżającemu traktowaniu albo karaniu
- Europejski Komitet Praw Społecznych
- Europejska Komisja Przeciwko Rasizmowi i Nietolerancji (ECRI)
- Europejska Komisja na rzecz Demokracji przez Prawo (tzw. Komisja Wenecka)
- Bank Rozwoju Rady Europy – udziela pomocy finansowej
- Grupa Państw Przeciwko Korupcji (GRECO)
- Europejskie Obserwatorium Audiowizualne – zajmuje się gromadzeniem informacji na temat mediów
- Europejskie Centrum na rzecz Współzależności i Solidarności Światowej (Centrum Północ-Południe)
- Grupa Pompidou – forum współpracy międzynarodowej do spraw zwalczania narkomanii i nielegalnego handlu narkotykami
- Europejska Farmakopea
- Porozumienie dotyczące Poważnych Zagrożeń EUR-OPA
- Europejskie biuro do spraw języków rzadziej używanych – jest wspierane przez Radę. Ma na celu wspieranie i promowanie rzadziej używanych w Europie języków
- Europejski Komitet ds. Współpracy Prawnej (CDCJ) – opracowuje normy akceptowalne przez wszystkie państwa członkowskie oraz wspiera współpracę prawną między nimi

## Członkowie Rady Europy
10 członków pierwotnych
     członkowie przyłączeni później
     obserwatorzy w Zgromadzeniu Parlamentarnym
     obserwatorzy w Komitecie Ministrów
     obserwatorzy w Zgromadzeniu Parlamentarnym i w Komitecie Ministrów
     oficjalni kandydaci
     byli członkowie

Państwa członkowskie oraz obserwatorzy Rady Europy
Legenda:
10 członków pierwotnych
członkowie przyłączeni później
obserwatorzy w Zgromadzeniu Parlamentarnym
obserwatorzy w Komitecie Ministrów
obserwatorzy w Zgromadzeniu Parlamentarnym i w Komitecie Ministrów
oficjalni kandydaci
byli członkowie

Członkiem Rady Europy może zostać każde zaproszone przez tę organizację państwo europejskie akceptujące zasady rządów prawa i ochrony praw człowieka. Kryteria te odzwierciedlają podstawowe wartości, na których ma opierać się ta organizacja. Gwarancją ich przestrzegania jest zobowiązanie nowych państw członkowskich do ratyfikacji Europejskiej Konwencji Praw Człowieka w przeciągu roku od przystąpienia do organizacji. Kryteria ochrony praw człowieka, demokracji parlamentarnej oraz rządów prawa mają być strażnikami bram Rady Europy, choć wyrażane są wątpliwości, czy wszyscy członkowie je spełniają.
Spośród członków RE, całkowicie lub częściowo poza granicami geograficznymi Europy położone są: Armenia, Azerbejdżan, Cypr, Gruzja oraz Turcja (według Międzynarodowej Unii Geograficznej są one w Azji, ale nie wszystkie kraje interpretują granicę europejsko-azjatycką w ten sposób).
Na początku swego istnienia Rada Europy grupowała dziesięć państw zachodnioeuropejskich. Pozostałe państwa Europy Zachodniej stopniowo przystępowały do organizacji, zanim jesienią 1989 rozpoczął się upadek systemu komunistycznego w Europie Środkowej i Wschodniej. Nowe demokracje z tego regionu kandydujące do Rady Europy były przyjmowane od początku lat dziewięćdziesiątych (Węgry w 1990, Polska w 1991). Aktualnie liczba państw członkowskich wynosi 46.
Państwa założyciele, których ministrowie spraw zagranicznych podpisali 5 maja 1949 w Londynie konwencję o utworzeniu organizacji:
1. Belgia
2. Dania
3. Francja
4. Holandia
5. Irlandia
6. Luksemburg
7. Norwegia
8. Szwecja
9. Wielka Brytania
10. Włochy

Państwa, które do organizacji przystąpiły później (uporządkowane według terminu akcesji):

1. Grecja (9 sierpnia 1949)
2. Turcja (9 sierpnia 1949)
3. Islandia (9 marca 1950)
4. Niemcy[b] (13 lipca 1950[c])
5. Austria (16 kwietnia 1956)
6. Cypr (24 maja 1961)
7. Szwajcaria (6 maja 1963)
8. Malta (29 kwietnia 1965)
9. Portugalia (22 września 1976)
10. Hiszpania (24 listopada 1977)
11. Liechtenstein (23 października 1978)
12. San Marino (16 października 1988)
13. Finlandia (5 maja 1989)
14. Węgry (6 listopada 1990)
15. Polska (26 listopada 1991)
16. Bułgaria (7 maja 1992)
17. Estonia (14 maja 1993)
18. Litwa (14 maja 1993)
19. Słowenia (14 maja 1993)
20. Czechy (30 czerwca 1993)
21. Słowacja (30 czerwca 1993)
22. Rumunia (7 października 1993)
23. Andora (10 października 1994)
24. Łotwa (10 lutego 1995)
25. Albania (13 lipca 1995)
26. Mołdawia (13 lipca 1995)
27. Macedonia Północna (9 listopada 1995)
28. Ukraina (9 listopada 1995)
29. Chorwacja (6 listopada 1996)
30. Gruzja (27 kwietnia 1999)
31. Armenia (25 stycznia 2001)
32. Azerbejdżan (25 lutego 2001)
33. Bośnia i Hercegowina (24 kwietnia 2002)
34. Serbia (3 kwietnia 2003)
35. Monako (5 października 2004)
36. Czarnogóra (11 maja 2007)

Byli członkowie:
1. Protektorat Saary (członek stowarzyszony od 13 lipca 1950 do 31 grudnia 1956, kiedy stał się integralną częścią RFN; aplikację o pełne członkostwo wycofano w 1955 – po plebiscycie, którego wynikiem było późniejsze połączenie z RFN)
2. Rosja (członek od 28 lutego 1996, zawieszony 25 lutego 2022[3], rozpoczęła procedurę wystąpienia z RE 15 marca 2022, w tym samym dniu została z niej usunięta)

Białoruś od września 1992 do stycznia 1997 miała status specjalnego gościa Rady Europy. Utraciła go z powodu niespełniającego norm demokratycznych referendum konstytucyjnego z września 1996 oraz ograniczania przez organy władzy państwowej swobód obywatelskich (zwłaszcza wolności słowa). Wniosek o członkostwo w Radzie Europy złożony przez Białoruś 12 marca 1993 został zawieszony w 1998 z uwagi na brak postępów w demokratyzacji państwa, rozwoju praw człowieka i praworządności.
25 lutego 2022 roku Komitet Ministrów Rady Europy zdecydował o zawieszeniu członkostwa Rosji w Komitecie Ministrów oraz w Zgromadzeniu Parlamentarnym Rady Europy w związku z jej inwazją na Ukrainę dzień wcześniej. 10 marca 2022 roku Rosja zadeklarowała zamiar opuszczenia organizacji. Zgłosiła wniosek w sprawie wystąpienia z organizacji w dniu 15 marca, w tym samym dniu została z niej jednogłośnie usunięta.

### Obserwatorzy
Stolica Apostolska ma od 1970 status obserwatora przy Komitecie Ministrów Rady Europy.
Status obserwatora przy instytucjach Rady Europy ma także kilka krajów spoza Europy – Japonia i Stany Zjednoczone przy Komitecie Ministrów Rady Europy, Izrael i Maroko – przy Zgromadzeniu Parlamentarnym, a Kanada i Meksyk – przy obu tych organach.

## Konwencje Rady Europy
Rada Europy przyjmuje dokumenty mające charakter traktatów międzynarodowych, zwane konwencjami, do których mogą przystępować państwa członkowskie Rady Europy, a w niektórych przypadkach także europejskie bądź nawet pozaeuropejskie kraje nieczłonkowskie. Kraje przystępujące do konwencji mogą poczynić pewne zastrzeżenia co do wyłączenia lub ograniczenia stosowania na ich terytorium niektórych artykułów danej konwencji.
W niektórych sytuacjach podpisywane są też dodatkowe protokoły do konwencji, do których mogą, ale nie muszą, przystąpić państwa, które wcześniej podpisały samą konwencję. Konwencja wchodzi w życie, jeśli zostanie podpisana i ratyfikowana przez odpowiednią liczbę państw.